# Mogalakuppe, Chik Ballapur
Mogalakuppe là một làng thuộc tehsil Chik Ballapur, huyện Kolar, bang Karnataka, Ấn Độ.